# Zwanghafte Persönlichkeitsstörung
Die zwanghafte Persönlichkeitsstörung oder anankastische Persönlichkeitsstörung (von altgriechisch ἀνάγκη anánke, deutsch ‚Zwang‘, ‚Bedürfnis‘), auch Zwangspersönlichkeitsstörung, gehört zur Gruppe der Persönlichkeitsstörungen (Cluster C). Typisch für sie sind Rigidität, Perfektionismus, ständige Kontrollen, Gefühle von Zweifel sowie ängstliche Vorsicht, keine Fehler zu machen.
Die zwanghafte Persönlichkeitsstörung ist eine von der Zwangsstörung völlig verschiedene psychische Störung – trotz mancher Ähnlichkeiten in der sichtbaren Symptomatik. Die Häufigkeit in der Gesamtbevölkerung wird auf etwa 1 % geschätzt.

## Beschreibung
Persönlichkeitsstörungen sind meist gravierende Störungen der Persönlichkeit und des Verhaltens der betroffenen Person, die nicht direkt auf eine Hirnschädigung oder auf eine andere psychiatrische Störung zurückzuführen sind. Persönlichkeitsstörungen betreffen häufig verschiedene Persönlichkeitsbereiche und gehen beinahe immer mit persönlichen und sozialen Beeinträchtigungen einher. Die sich daraus ergebenden Konsequenzen müssen nicht zwangsläufig zu einem subjektiven Leidensdruck führen (ich-syntone Symptomatik).
Im konkreten Fall der zwanghaften Persönlichkeitsstörung liegt oft eine fehlende Flexibilität im Denken und Handeln vor. Stattdessen werden Idealbilder erstarrt in die Zukunft projiziert. Die betroffenen Personen befinden sich dadurch in kaum lösbaren Konflikten: Sie streben ständig nach Vollkommenheit. Auf Grund ihrer selbst gesetzten übertrieben strengen und oft unerreichbaren Normen können sie jedoch ihre Aufgaben und Vorhaben nur schwer realisieren. Tendenziell sind sie mit eigenen Leistungen nie endgültig zufrieden. Eine übermäßige Beschäftigung mit Regeln, Effizienzfragen, unbedeutenden Details oder Verfahrensfragen stört ihre Übersicht. Dadurch kann die eigentliche Aktivität in den Hintergrund treten.
Zwanghafte Personen haben Probleme mit dem Zeitmanagement. Wichtige Dinge erhalten bis zum letzten Augenblick einen Aufschub, dagegen erfahren Freizeitaktivitäten sogar eine exakte Planung. Arbeit und Erfolgsstreben werden meist über Vergnügen und soziale Beziehungen gestellt. Oft versuchen sie, ihr Tun logisch und rational zu rechtfertigen. Emotionales bzw. affektives Verhalten anderer wird nicht toleriert. Durch ihre ausgeprägte Unentschlossenheit werden Entscheidungen immer wieder hinausgeschoben, was Ausdruck einer übertriebenen Furcht vor Fehlern ist. Diese kann dazu führen, dass Aufträge und Vorhaben überhaupt nicht erledigt werden können. Auch sind sie außerordentlich gewissenhaft und nehmen gerne die Rolle des „Moralapostels“ ein. Bei sich und anderen nehmen sie alles sehr genau, auf Kritik von Autoritätspersonen reagieren sie außergewöhnlich sensibel und verletzt. Betroffene neigen zu Depressionen und weisen oft Symptome anderer Zwangserkrankungen auf, wobei ein innerer Zusammenhang zwischen den Störungen nicht unmittelbar zu erkennen ist.
Die Fähigkeit zum Ausdruck von Gefühlen ist häufig vermindert. In zwischenmenschlichen Beziehungen wirken Betroffene dementsprechend kühl und rational. Die Anpassungsfähigkeit an die Gewohnheiten und Eigenheiten der Mitmenschen ist eingeschränkt. Vielmehr wird die eigene Prinzipien- und Normentreue auch von anderen erwartet. Sie tendieren bisweilen zum Geiz und sind oft nicht in der Lage, sich von abgetragenen oder nutzlosen Dingen zu trennen, auch wenn sie keinen Erinnerungswert haben.

## Abgrenzung
Die zwanghafte Persönlichkeitsstörung muss von anderen Störungen unterschieden und differentialdiagnostisch abgegrenzt werden.
Es besteht kein nachweisbarer Zusammenhang zwischen den Zwangssymptomen bei einer Zwangsstörung und einer zwanghaften Persönlichkeitsstörung. Während die Zwanghaftigkeit im Rahmen der zwanghaften (anankastischen) Persönlichkeitsstörung als integraler Bestandteil der eigenen Person empfunden wird („ich-synton“), werden die Symptome der Zwangsstörung als ich-fremd und nicht zur eigenen Persönlichkeit gehörend empfunden („ich-dyston“).

## Klassifizierung

### ICD-10
Im ICD-10 ist die Anankastische [zwanghafte] Persönlichkeitsstörung unter der Chiffre F60.5  klassifiziert. Sie befindet sich als spezifische Persönlichkeitsstörung im Abschnitt Persönlichkeits- und Verhaltensstörungen (F60–F69). Mindestens vier der folgenden Eigenschaften oder Verhaltensweisen müssen vorliegen:
1. Gefühle von starkem Zweifel und übermäßiger Vorsicht
2. Ständige Beschäftigung mit Details, Regeln, Listen, Ordnung, Organisation und Plänen
3. Perfektionismus, der die Fertigstellung von Aufgaben behindert
4. Übermäßige Gewissenhaftigkeit und Skrupelhaftigkeit
5. Unverhältnismäßige Leistungsbezogenheit unter Vernachlässigung oder bis zum Verzicht auf Vergnügen und zwischenmenschliche Beziehungen
6. Übertriebene Pedanterie und Befolgung sozialer Konventionen
7. Rigidität und Eigensinn
8. Unbegründetes Bestehen darauf, dass andere sich exakt den eigenen Gewohnheiten unterordnen oder unbegründetes Zögern, Aufgaben an andere zu delegieren

### DSM-5
Im DSM-5 ist die Zwanghafte Persönlichkeitsstörung der Kategorie Persönlichkeitsstörungen zugeordnet. Es handelt sich um ein tief greifendes Muster starker Beschäftigung mit Ordnung, Perfektion und psychischer sowie zwischenmenschlicher Kontrolle auf Kosten von Flexibilität, Aufgeschlossenheit und Effizienz. Der Beginn liegt im frühen Erwachsenenalter, und das Muster zeigt sich in verschiedenen Situationen.
Mindestens vier der folgenden Kriterien müssen erfüllt sein:
1. Beschäftigt sich übermäßig mit Details, Regeln, Listen, Ordnung, Organisation oder Plänen, so dass der wesentliche Gesichtspunkt der Aktivität dabei verloren geht.
2. Zeigt einen Perfektionismus, der die Aufgabenerfüllung behindert (zum Beispiel kann ein Vorhaben nicht beendet werden, da die eigenen überstrengen Normen nicht erfüllt werden).
3. Verschreibt sich übermäßig der Arbeit und Produktivität unter Ausschluss von Freizeitaktivitäten und Freundschaften (nicht auf offensichtliche finanzielle Notwendigkeit zurückzuführen).
4. Ist übermäßig gewissenhaft, skrupulös und rigide in Fragen der Moral, Ethik und Werten (nicht auf kulturelle oder religiöse Orientierung zurückzuführen).
5. Ist nicht in der Lage, verschlissene oder wertlose Dinge wegzuwerfen, selbst wenn sie nicht einmal Gefühlswert besitzen.
6. Delegiert nur widerwillig Aufgaben an andere oder arbeitet nur ungern mit anderen zusammen, wenn diese nicht genau die eigene Arbeitsweise übernehmen.
7. Ist geizig zu sich selbst und anderen gegenüber; Geld muss im Hinblick auf befürchtete künftige Katastrophen gehortet werden.
8. Zeigt Rigidität und Halsstarrigkeit.

## Behandlungen
Im Falle der zwanghaften Persönlichkeitsstörung sind bisher weder psychotherapeutische noch pharmakologische Therapieansätze ausreichend empirisch untersucht worden.

### Psychotherapie
Vorläufige Hinweise bestehen für die Wirksamkeit der Kognitiven Therapie und andere verhaltenstherapeutische Verfahren.
Da es sich bei Persönlichkeitsstörungen um früh erworbene Charakterstrukturen handelt, können psychodynamische Psychotherapiemethoden ebenso wirksam wie verhaltenstherapeutische Ansätze sein. Psychodynamische Verfahren wirken möglicherweise tiefgreifender und nachhaltiger als übende Verfahren, die hauptsächlich auf Psychoedukation setzen. Psychoedukation hilft dem betroffenen Patienten zwar, im Hier und Jetzt besser mit seiner Persönlichkeitsstruktur umzugehen, berührt die Selbstentwicklung aber nur am Rande.
Die klärungsorientierte Psychotherapie nach Rainer Sachse hat spezifische therapeutische Ansätze, sowie störungs- und therapietheoretische Konzepte zur Behandlung von schwertherapierbaren Persönlichkeitsstörungen entwickelt. Von grundlegender Bedeutung für die Therapie ist, dass der Therapeut zunächst die zentralen (Beziehungs-/ Interaktions-) Motive und die stärksten Schemata des Klienten wahrnimmt und darauf richtig reagiert, um eine vertrauensvolle und produktive therapeutische Beziehung zu etablieren. Sodann kann der Therapeut dem Klienten seine vorher unbewussten und unkontrollierbaren Schemata transparent und die Nachteile („Kosten“) seiner starren dysfunktionalen Handlungsmuster bewusst machen (Explizierungsprozess, Erzeugung einer Änderungsmotivation). Dadurch lassen sich sinnvolle Handlungsalternativen entwickeln und stabilisieren.

### Medikamente
Es gibt bislang keine belastbaren Untersuchungen darüber, ob eine psychopharmakologische Behandlung die Symptomatik der zwanghaften Persönlichkeitsstörung dauerhaft bessern kann. Man behandelt daher meist die besonders belastenden Symptome. Dabei können beispielsweise folgende Psychopharmaka zum Einsatz kommen: Serotonin-Wiederaufnahmehemmer (SSRI), Atypische Antipsychotika, Stimmungsstabilisierer, Antiepileptika.

## Komorbidität
Es gibt relevante Komorbiditäten. Die Befunde zur Wirksamkeit einer Behandlung mit SSRI bei zusätzlicher Depression sind widersprüchlich. Das gleichzeitige Vorkommen von körperlichen und anderen psychischen Erkrankungen kann zu schlechteren Behandlungsergebnissen führen, verschlechtert die Prognose und beeinflusst die Lebensqualität insgesamt erheblich.